# بخش لی (شهرستان مونرو، اوهایو)
بخش لی (به انگلیسی: Lee Township) یک منطقهٔ مسکونی در ایالات متحده آمریکا است که در شهرستان مونرو، اوهایو واقع شده‌است.
 بخش لی ۴۵٫۸ کیلومتر مربع مساحت و ۱٬۰۲۳ نفر جمعیت دارد و ۲۸۸ متر بالاتر از سطح دریا واقع شده‌است.